# Альваро Перейра
Альваро Перейра (ісп. Álvaro Pereira, нар. 28 листопада 1985, Монтевідео) — уругвайський футболіст, лівий захисник аргентинського «Естудьянтеса» та національної збірної Уругваю. На правах оренди грає за іспанський «Хетафе».

## Клубна кар'єра
У дорослому футболі дебютував 2003 року виступами за команду клубу «Мірамар Місьйонес», в якій провів один сезон, взявши участь у 32 матчах чемпіонату.
Протягом 2005—2007 років захищав кольори команди клубу «Кільмес».

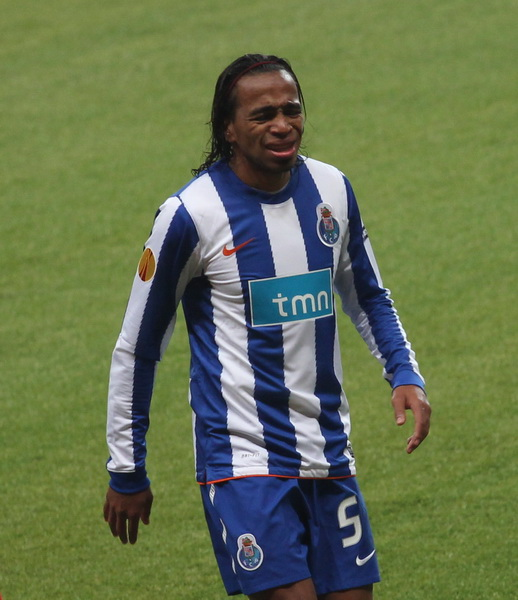
Альваро Перейра під час виступів за «Порту». 21 серпня 2010 року.

Своєю грою за останню команду привернув увагу представників тренерського штабу клубу «Аргентинос Хуніорс», до складу якого приєднався 2007 року. Відіграв за команду з Буенос-Айреса наступні один сезон своєї ігрової кар'єри. Більшість часу, проведеного у складі «Аргентинос Хуніорс», був основним гравцем захисту команди.
У 2008 році уклав контракт з румунським клубом «ЧФР Клуж», у складі якого провів наступні один рік своєї кар'єри гравця. Граючи у складі «Клужа» також здебільшого виходив на поле в основному складі команди.
З 2009 року три сезони захищав кольори команди клубу «Порту». Тренерським штабом нового клубу також розглядався як гравець «основи».
До складу клубу «Інтернаціонале» приєднався 2012 року. У сезоні 2012/13 був основним гравцем команди, після чого втратив місце в основі. Всього відіграв за «нераззуррі» 33 матчі в національному чемпіонаті. В січні 2014 року приєднався на умовах півторарічної оренди до бразильського «Сан-Паулу». За підсумками сезону став з командою віце-чемпіонами Бразилії.
На початку 2015 року на правах оренди перейшов в аргентинський «Естудьянтес», який незабаром викупив контракт гравця.
1 лютого 2016 року перейшов на правах оренди до кінця сезону в іспанське «Хетафе».

## Виступи за збірну

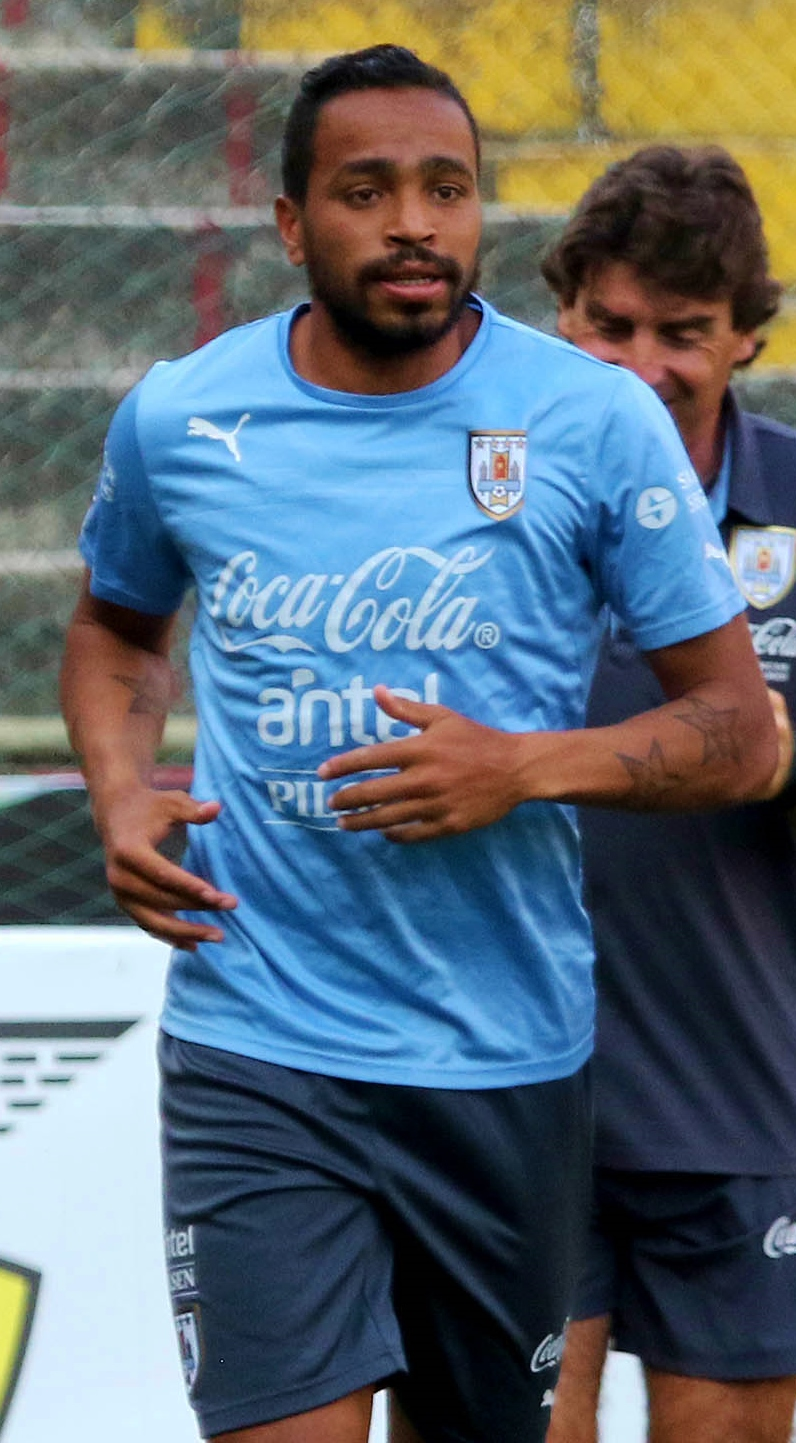
Альваро Перейра у складі збірної Уругваю. 9 листопада 2015 року.

Перейра дебютував за збірну Уругваю 19 листопада 2008 року в товариському матчі проти збірної Франції (0:0). У 2009 році Альваро Перейра став незамінним гравцем основи уругвайської збірної — за цей рік він взяв участь у 10 матчах своєї команди, включаючи ігри в кваліфікаційному турнірі до ЧС-2010.
На чемпіонаті світу 2010 року в ПАР Альваро Перейра був одним з гравців основи, хоча в деяких матчах він залишався в запасі. Півзахисник допоміг своїй команді дійти до півфіналу турніру.
Наступного року Перейра став одним з найкращих гравців розіграшу Кубка Америки 2011 року в Аргентині, який збірна Уругваю виграла у 15-й (рекордний) раз. У шести іграх Кубка Перейра забив два голи (обидва на груповій стадії). Один з них дозволив «селесте» зіграти внічию зі збірною Чилі, а інший приніс перемогу над Мексикою, що забезпечила уругвайцям вихід в чвертьфінал турніру.
2013 року був у заявці збірної на Кубку конфедерацій у Бразилії, де зіграв у трьох матчах і зайняв зі збірною 4 місце. Так само 3 матчі зіграв і наступного року на ЧС-2014 у Бразилії, але уругвайці вилетіти на стадії 1/8 фіналу та Кубку Америки 2015 року, де уругвайці дійшли до чвертьфіналу.
Наразі провів у формі головної команди країни 76 матчів, забивши 7 голів.

## Статистика виступів

### Статистика клубних виступів
| Сезон             | Команда              | Чемпіонат         | Чемпіонат | Чемпіонат | Національний кубок | Національний кубок | Національний кубок | Континентальні кубки | Континентальні кубки | Континентальні кубки | altre coppe | altre coppe | altre coppe | Усього | Усього | Усього |
| Сезон             | Команда              | Ліга              | Ігор      | Голів     | Ліга               | Ігор               | Голів              | Ліга                 | Ігор                 | Голів                | Ліга        | Ігор        | Голів       | Ігор   | Голів  |        |
| ----------------- | -------------------- | ----------------- | --------- | --------- | ------------------ | ------------------ | ------------------ | -------------------- | -------------------- | -------------------- | ----------- | ----------- | ----------- | ------ | ------ | ------ |
| 2003–04           | «Мірамар Місьйонес»  | ПД                | 32        | 1         | -                  | -                  | -                  | -                    | -                    | -                    | -           | -           | -           | 32     | 1      |        |
| 2005–06           | «Кільмес»            | ПД                | 13        | 0         | -                  | -                  | -                  | -                    | -                    | -                    | -           | -           | -           | 13     | 0      |        |
| 2006–07           | «Кільмес»            | ПД                | 21        | 0         | -                  | -                  | -                  | -                    | -                    | -                    | -           | -           | -           | 21     | 0      |        |
| Усього «Кільмес»  | Усього «Кільмес»     | Усього «Кільмес»  | 34        | 0         |                    | -                  | -                  |                      | -                    | -                    |             | -           | -           | 34     | 0      |        |
| 2007–08           | «Аргентинос Хуніорс» | ПД                | 35        | 11        | -                  | -                  | -                  | -                    | -                    | -                    | -           | -           | -           | 35     | 11     |        |
| 2008–09           | «ЧФР Клуж»           | L1                | 29        | 1         | КР                 | 2                  | 1                  | ЛЧ                   | 6                    | 0                    | -           | -           | -           | 37     | 2      |        |
| 2009–10           | «Порту»              | ПЛ                | 29        | 1         | КП+КЛП             | 5+4                | 0+0                | ЛЧ                   | 8                    | 0                    | СК          | 1           | 0           | 47     | 1      |        |
| 2010–11           | «Порту»              | ПЛ                | 21        | 0         | КП+КЛП             | 3+0                | 1+0                | ЛЄ                   | 14                   | 0                    | СПЛ         | 1           | 0           | 39     | 1      |        |
| 2011–12           | «Порту»              | ПЛ                | 23        | 1         | КП+КЛП             | 1+3                | 0+0                | ЛЧ+ЛЄ                | 6+1                  | 0+0                  | -           |             |             | 34     | 1      |        |
| Усього «Порту»    | Усього «Порту»       | Усього «Порту»    | 73        | 2         |                    | 16                 | 1                  |                      | 29                   | 0                    |             | 2           | 0           | 120    | 3      |        |
| 2012–13           | «Інтернаціонале»     | A                 | 10        | 1         | КІ                 | 0                  | 0                  | ЛЄ                   | 6                    | 0                    | -           | -           | -           | 16     | 1      |        |
| Усього за кар'єру | Усього за кар'єру    | Усього за кар'єру | 213       | 16        |                    | 18                 | 2                  |                      | 41                   | 0                    |             | 2           | 0           | 274    | 18     |        |

## Титули і досягнення
- Володар Кубка Румунії (1):

ЧФР (Клуж-Напока): 2008–09
- Володар Кубка Португалії (2):

Порту: 2009–10, 2010–11
- Володар Суперкубка Португалії (3):

Порту: 2009, 2010, 2011
- Чемпіон Португалії (2):

Порту: 2010–11, 2011–12
- Переможець Ліги Європи (2):

Порту: 2010–11
- Чемпіон Парагваю (1):

«Серро Портеньйо»: 2017К
- Чемпіон Уругваю (1):

«Насьйональ»: 2019
- Володар Суперкубка Уругваю (1):

«Насьйональ»: 2019
Збірні
- Володар Кубка Америки (1):

Уругвай: 2011